# Gestionnaire nautique
Le gestionnaire nautique est l’organisme responsable de la maintenance et de la gestion d'un navire lorsque celui-ci sert à l'exportation et à l'importation de marchandises. 
Le gestionnaire nautique apporte un soutien nautique et technique à l'armateur en s'occupant de l’affrètement du bateau, du choix de l'équipage et du matériel.